# Csergeő Flóris
Csergeő Flóris (Nemespann, 1823. február 18. – Ürmény, 1879. március 21.) katolikus pap, nyelvész, költő.

## Élete
Szülei nemes Cserge András és Szabó Borbála voltak.
1840-1841-ben a nyitrai piaristáknál tanult. 1844-1847 között a Bécsi Egyetemen teológiát, Nagyszombatban filozófiát tanult, majd 1847. július 20-án pappá szentelték. Segédlelkész volt Egyházkarcsán, Ürményben és Nagylévárdon, azután 1852-től Tornócon volt plébános, később 1864-től plébános, majd 1873-tól esperes és tanfelügyelő Ürményben. 1873-ban Vágpattára, 1874-ben pedig Köpösdre kerestek kántortanítót. 1877-ben 5 forintot adakozott. 1878-ban tanítót kerestek Salgóra.
Nyelvtani cikkeket, birálatokat és költeményeket írt hírlapokba és folyóiratokba. 1860-ban az Akadémia épületére gyűjtött pénzösszeget. Tornóci lelkész korában (1863) a Magyar Sion előfizetője volt.

## Művei
- Örömvirág, melyet Palugyay Imre úrnak, nyitrai püspöknek, arany miséje alkalmával… kötött. Pozsony, 1854.
- Szent Flórián vértanú. Katholikus Néplap 8/18, 155 (1855. május 2.)
- Fehér köpenyben. Családi Lapok 1857 6/4, 53 (január 22.)
- Egy vándor fohászai. Családi Lapok 1857 6/17, 230-231. (április 23.)
- Verskoszorú, melyet nagy-kéri Scitovszky Ker. János úrnak 1859. nov. 6. tartott aranymiséje alkalmával… fűzött. Pest, 1859.
- Verskoszorú, melyet az ürményi alesperesi kerület nevében hódoló tisztelet jeleül fűzött Csergeő Floris, tornoczi plébános. In: Zalka János 1859: Magyarország primásának Arany-áldozata 1859. november 6-kán. Pest, 55-56.
- Alkalmi költeményt adott még ki Vörösmarty Mihály emlékére.
- Vágmellék leírása.[13]